# Али Пустина
Али Нуредин Пустина (на албански: Ali Pustina или Pustinë) е албански революционер и общественик.

## Биография
Али Пустина е роден в 1885 година в западномакедонския град Дебър, тогава в Османската империя. Баща му Нуредин Пустина е албански революционер, участник в албанските въстания в XIX век. Негов роднина е и революционерът Сефедин Пустина. На 26 декември 1908 година участва в учреждаването на организация на албанците от Дебърско, чиято цел е подпомагането на албанската култура и език и организиране на въстание срещу османската власт. Участва в Дебърския конгрес в 1909 година. В 1909 година е водач на бунтовниците в Дебърско по време на потушеното от Шевкет Тургут паша албанско въстание. Участва в Охридско-Дебърското въстание от август 1913 година, организирано от българи от ВМОРО и албански революционери, като ръководи собствена чета.
Али Пустина е убит през 1915 година от сърби в Дебър, където е и погребан.